# ひなとRirykaのキラキラスパイス
RADIO STAR ROSE ひなとRirykaのキラキラスパイスは、音楽制作集団Angel Note関連のインターネットラジオ番組。
パーソナリティは、声優のなかせひなとAngel Noteを代表する歌手のRiryka。
二人はこの番組の略称を「キラスパ」と呼んでいる。
聴取方法は基本的にポッドキャスティングだが、レーベルのサイトや公式ブログでは過去分も含めてwavもしくはmp3による音声ファイルをダウンロードすることで聴くことも可能である。特に公表されていないが、更新日の日本時間正午頃に音声ファイルが聴けるようになっている。
この番組は2008年5月から同年7月までは約2週間おきに同じAngel Note関連の別番組『マミと侑史のなないろ☆パラダイス』（パーソナリティは中山♥マミと内藤侑史）と交互に更新されてきた。更新日は第1回～第3回放送の間は毎月第2金曜日であった。
第4回（2008年8月1日放送分）以降はリスナーの強い要望により「隔週放送」に変更された。ただし、2年目の頃から「隔週金曜日」という表向きの放送間隔が崩れ、実質不定期放送となっている。
2011年4月より、中央FMの「はにっちゅチャンネル」として放送することも決定した。
この番組の挨拶は第3回放送以降『キラスパプー』である（経緯は後述）。

## 番組概要
- 配信期間：2008年5月16日～
- 配信サイト（配信日）：スターローズレーベル（2008年8月1日放送から隔週金曜日）
- 収録時間：約40分
- パーソナリティ：なかせひな、Riryka

## コーナー
基本的にパーソナリティのトークや投稿メールを交えながら、Angel Noteの楽曲（なかせとRirykaの曲が中心）を紹介するのが趣旨となっている。お互いにいじり合いながらトークが進み、かつ放送回数を重ねるごとに暴走気味に変化していくのがこの番組の最大の特徴である。
なお、提供クレジットとリスナーからの投稿メールは常になかせが読んでいる。（第12回放送のみRirykaが読んだメールがある）
フリートーク
二人のフリートークの他に「ふつおた」（普通のお便り）を読み上げるコーナー。投稿メールのテーマは特に決まっておらず、基本的にどんな話題でも送って良い事になっている。
近年は2人が行ってきたライブ関連の話題が多く、これだけで放送時間の殆どを使ってしまうためにせっかく設定されたコーナーがなかなか行われない状態になっている。
秘密の小部屋
2人のフリートークから出されるお題に沿った回答を送るコーナー。きわどい募集テーマを設定してしまうため、このコーナーに採用されたメールは、ラジオネームであっても投稿者名は一切公表されない。これまで第3･4回放送のみで放送。
こら！そんなに叱られたいの？
よしよし♪エライちゃんだっ♪
リスナーがパーソナリティの2人に褒めて欲しい事、もしくは叱って欲しい事を申告する。なお『エライちゃん』とは、Rirykaが何かを褒める際によく使う言葉である。第6回放送後から募集開始されたが、実際に放送はされなかった。
日常のふとした疑問？！
リスナーから寄せられた日々の疑問を2人に答えて貰うコーナー。第6回放送後から募集開始されているが、こちらもまだ実際に放送されていない。
インフォメーションコーナー
スターローズレーベルから発売されるCDや、2人が行うライブの告知。
この他にも、番組中で流して欲しい曲のリクエスト（Angel Note全員が対象）も受け付けている。

## エピソード
- この番組開始の告知はイベント「DreamParty2008春東京･大阪」の来場客のみに行っていた。なお、その時はまだ番組名は決まっておらず、スターローズレーベルのサイトも存在していなかった。
  - 東京でのトーク内容は2人の動物占いの話で、なかせは「猿の中の猿」、Rirykaは「こじか」となった。Rirykaは『女王様キャラ』で売っているイメージに合わないからか「こじか」であることを現在も認めていない。（第7回放送でも再度なかせに突っ込まれていた）
- 第1回の放送で、リスナーからのメールには「Riryka姫さま」「ひな姫さま」（その他女性ゲストに対しても「～姫さま」）という呼び方で送るルールが設定された。
  - 男性ゲストの場合は第12回放送に呼称として「殿」（どの）、Angel Noteもしくはスターローズレーベルの上層部の場合は名前抜きで「エライちゃん」と決定した。その後、第14回放送でゲストに呼ばれた鈴木ルヒカ（Angel Note代表取締役兼番組プロデューサー）に対して、早速「エライちゃん」と名づけられている。なお、「エライちゃん」を口癖にしているRirykaは鈴木に対し「Sプロデューサー」や、それをさらに略して「SP」と呼んでいる。
- 第1回～第3回放送で「二人がトーク中に発したキーワードをメールに記入すること」というルールが設定された。ただこれは徹底されているわけではなく、過去の放送も聴いていることを番組側が確認する意味も含まれていた。
  - 殆どのキーワードはなかせが発した（もしくは噛んだ）面白い言葉を、Rirykaが拾い出して採用・決定することが多い。
  - 第1回放送の終盤でなかせが「意味がさっぱりプー」と発言した事で、Rirykaによって『さっぱりプー』がキーワードに選ばれた。元々なかせは番組オリジナルの挨拶を作りたがっていたが、それを元に作られた『キラスパプー』が正式な挨拶となった。
  - 第2回放送でこの『キラスパプー』を提案したリスナーには、「なかせからRirykaのサインをプレゼント」することをRirykaの独断で決定した。これはRirykaのサインは元々なかせが考案したもので、なかせが書いた方がよりきれいに書けるのも理由となっている。
  - 第3回のオープニングで初めて『キラスパプー』と挨拶が行われたが、誰が聞いてもやる気の無さそうに挨拶をしたRirykaは「あたしの最高のテンションですけれど何か?」と主張していた。
- この他にも抜粋をなかせが読み間違えた「ばっせん」、素敵を意味する「すてち」、そして頭から何かが抜けた状態である「すぽきょーん」、山脈の形容詞として「連もこ連もこ」、フラメンコを言い間違えた「カルメンコ」、メガヘルツを言い間違えた「ヘガメルツ」といった数々の言葉が誕生し、番組内やライブで使用されている。（なお、これによる録り直しや編集は一切行われず、なかせ本人は「仕事的にやばい！」と何度も発言している）なお、以上の言葉は『ひな語録』と呼ばれている。
  - 第22回放送で投稿メールに書かれた青森県にある『弘前市』の名前が、なかせだけ読めなかった模様が放送された。「弘」は読めても「前」が『さき』と読めなかったために「帯広」や「越前」「ひろっぱ」と読んでしまい、後日キラスパライブでゲスト出演したUMAの萌木原ふみたけ（青森県出身）から観客の前でツッコミを受けた。なかせはお詫びとして「弘前市長の招待で、Rirykaと弘前城（弘前公園）でイベントしたい」と発言している。
- 第1回放送で出された『秘密の小部屋』の募集テーマはRirykaの強い希望で「リスナーの性癖」となった。理由はリスナーの人間を知りたいという好奇心のためで、各自羞恥心を捨てて送って欲しいという。その後はテーマを追加する形で、「リスナーからの相談事」「リスナーの失敗談」も募集していたが、フリートーク中心となってしまったため放送は行われなかった。
  - ただし、先述のイベントで実際に顔を見られた来場客がリスナー層だった為か、なかなかメールが集まらず、番組開始から2ヶ月後となる「第3回放送」で初めてコーナーが行われた。
  - 第3回放送の『秘密の小部屋』では匿名で女性の胸についての投稿メールが読まれた。コメントとしてRirykaは自分の実体験に基づいた胸についてのトークを始め、終いには自分のを「重力と戦うソルジャーが二人いる」とまで形容した。自主規制音一切なしで暴露話を続けるRirykaは、なかせに途中で止められるまで暴走トークを繰り広げていた。（この発言は後に『マミと侑史のなないろ☆パラダイス』第6回放送で内藤侑史にネタにされた）なお、この番組の自主規制音は第6回放送のみで使用されただけである。
  - その後の放送で、フリートーク時の「ソルジャー」という言葉はRirykaの胸自体を指すようになった。また、第15回放送での投稿メールによりRiryka自身が初めて作った歌は「ソルジャー」をネタにしたものと告白した。ちなみに、そのタイトルは『BANANA P@iのテーマ』と呼ばれる。
- 第4回放送でRirykaの「S」はサドではなく『サービス』（「皆様を素敵な精神世界へ連れて行くサービス」の意味）、なかせの「M」はマゾではなく『メディカル』の意味であると発言した。
  - 後にゲスト出演した神代あみは「SかMか?」の質問に対して『サブリミナル』の「S」と回答した。
- 第7回放送で初めてなかせ・Rirykaの単独名義以外の曲が流された。なかせが入っているユニット『UMA』（ゆーま）が歌うLump of Sugar 放送部のオープニング主題歌『Lump of Sugeeeeer!!』（ランプオブすげー）が流された。別番組である「マミと侑史のなないろ☆パラダイス」が2008年限りで終了してしまったこともあり、これ以降の放送でパーソナリティ2人各名義以外の楽曲が流されることが多くなってきている。
- パーソナリティ2人はそれぞれ首都圏のライブハウスで2週間～3ヶ月に1回の割合でライブ活動を行っている（日時・場所は各パーソナリティのブログを確認のこと）。そのため首都圏在住のリスナーなら他番組より比較的容易に、パーソナリティ2人に会いに行ったり、サインを貰ったりすることができる。
- この番組は第4回放送以降、月初に「2本録り」で収録している。「2本録り」はRirykaが第10回のオープニングで初めてばらしている。ただし、ゲスト出演が絡んだ第9回･第10回と第13回･第14回は別々の日に収録している。収録の様子はなかせ・Rirykaの各ブログで毎回のように写真付きでアップされている。
- 前述の通り、パーソナリティ2人のスケジュールにより隔週ではなく3週間間隔が空いたことが何度かある。この番組はスケジュール上の優先順位が低く、予め更新予定日が公表されていない為に、前回から2週間後となる金曜日の正午にアップされていなければ、次回放送日が1週間後となる。
- 2009年6～7月頃にかけて、ポッドキャスト数が1万人を突破した。それを記念してなかせはオリジナルのデスクトップ壁紙を作成した。
- 2009年8月15日にRiryka名義で初めてワンマンライブを東京・恵比寿で行った。もともとソロでイベントを行う予定だったが、前日に放送された『キラキラスパイス』第29回放送で、衣装を着替える時間稼ぎ要因としてなかせを急遽ゲストとして駆り出した。なお、なかせは当初お忍びで訪問する予定だったため、本人が一番驚いていた。
- 2010年1月15日に通常通り配信された第39回の終了後、2人のスケジュールが合わないために予告なく放送を休止することになった。
  - 当初は2月末までの予定であったがその後、Rirykaの肋骨の骨折が判明したことにより（時期・原因は未発表）結局再開は2010年5月17日配信となった。（なお最初の発表はAngel Noteではなく、なかせの個人ブログによるものが最初であった）番組中では触れなかったが、この日は奇しくも当番組が3年目に突入した日でもあった。
- 2011年3月11日に中山マミがゲストで呼ばれたが、Rirykaは「冬眠」と称して初めて番組パーソナリティをお休みし、なかせと中山の2人で番組が行われた。
- 第59回放送分（2011年4月10日）より中央FMでも放送されることが決定した。なお、これまで音声のみでの放送のところ、中央FMで収録された分を4月14日よりYouTubeより動画が公開されている。このYouTube版では番組内で流される楽曲は著作権の関係で省かれているため、曲を聴きたい場合は従来のポッドキャスト版を利用する必要がある。
  - 中央FMでの初回収録分は私服で出演となったが、2回目以降はライブで着用する衣装で出演している。また、回数が進むにつれてコメントや演出に中央FM側で効果を加えるようになった。

## ゲスト
- #10（2008年10月24日放送）：神代あみ
- #14（2008年12月26日放送）：鈴木ルヒカ
- #50（2010年11月12日放送）：不知火つばさ
- #51（2010年11月26日放送）：井ノ原智
- #58（2011年3月11日放送）：中山マミ
- #59（2011年4月10日中央FMより放送）：トライアル（なかせと同じ事務所の声優である大下孝太率いる4人組ユニット）
- #76（2011年12月7日中央FMより放送）：大野まりな

## イベント

### 『狂喜乱舞－かぼちゃの陣－』
第1回放送のフリートークで2人が希望していた初の番組公式イベントが、2008年10月31日に東京・恵比寿のライブハウス『Live Gate EBISU』で行われた。この会はハロウィンがテーマなので出演者だけでなく、観客も希望すれば仮装して参加することができた。ゲストにAngel Noteの神代あみが出演。
- 特典として観客全員に特製のサイン入りポストカードとチロルチョコが配布された。
- 2人はそれぞれ旧名（なかせの「REIKA」、Rirykaの「みるくくるみ」）にも扮して出演し、その当時に作っていた歌も披露した。なお、「みるくくるみ」時のRirykaは『ピンク色のメイド服』をステージ衣装にして着用した。
- 神代は登場時にはパピヨンマスクを付けて出演したが、歌の途中でマスクをはずし、初めて公に素顔も公開した。

### 『その名はハバネロ！サクラの舞い！』
第1回の半年後となる2009年5月30日に第2回イベントが開催された。場所は前回と同じく『Live Gate EBISU』。
- ゲストはUMAとなることが、Lump of Sugar 放送部第40回放送で先行発表された。なお各メンバーは自社イベントでの出演経験はあっても、UMAとしてライブ出演するのはこれが初めてであった。
- 前回は『Live Gate EBISU』の直接予約のみでチケット販売が行われたが、この回は『イープラス』でも購入可能になった。
- かつてなかせが作詞して日の目を見ることはなかった楽曲2曲を、Rirykaがメロディをつけて歌にし、このライブで初めて公開された。その際、なかせはウクレレを持ち、Rirykaはアコーディオンを持って演奏を行った。
- UMAの他に、サプライズで「みるくくるみ」も出演した。

### 『春だよ集合！アメちゃん祭』
2011年4月15日に第3回イベントが開催された。場所は前回と同じく『Live Gate EBISU』。
- ゲストはtohko。

### 『キラトラCLUB JACK Vol.1』
2011年9月23日に「大下孝太のTRIAL&ERROR」との共同イベントとして公開録音が開催された。場所は前回と同じく『Live Gate EBISU』。
- ゲストは大下孝太率いるユニットTRIAL。
- まずTRIALをゲストとして公開録音を行い、その後は各自のライブパートとなった。公開録音とされた部分はYouTubeにアップされている。

## 主題歌
オープニングBGM
- 『月光～君恋し夜～』（第1回～第20回）
  - 歌・作詞 - Riryka / 作曲 - 不知火つばさ
- 『Crusader dream』（第21回～第？回、PCゲーム『ダンジョンクルセイダーズ2 〜永劫の楽土〜』主題歌）
  - 歌 - Riryka、中瀬ひな / 作詞 - うつろあくた / 作・編曲 - 井ノ原智

### エンディングBGM
- 『Eternity Star's』（PCゲーム『とらい☆すたーず』主題歌）
  - 歌・作詞 - 中瀬ひな / 作・編曲 - 不知火つばさ